# Erivaldo
Erivaldo Jorge Paulo Ferreira (sinh ngày 8 tháng 2 năm 1994 ở Aveiro), hay đơn giản Erivaldo, là một cầu thủ bóng đá người Bồ Đào Nha thi đấu cho Académico de Viseu F.C. theo dạng cho mượn từ C.D. Aves ở vị trí tiền vệ chạy cánh. Anh cũng mang quốc tịch Angola.